# 広島市立大塚中学校
広島市立大塚中学校（ひろしましりつ おおづかちゅうがっこう）は、広島県広島市安佐南区にある公立中学校。

## 概要
校歌は校歌制定委員会が作詞し、日浦健治が作曲した。歌は3番まである。
校章は卒業生が考案した。円形のデザインをしており、欅の葉が2枚添えられている。欅の葉は学校の周囲に植えられていることから採用され、2枚の葉には生徒と先生の尊い絆を表している。文字は中央に「中」を大きく配置し、外周には「OZUKA JUNIOR HIGH SCHOOL」と英語で校名を記している。

## 沿革
- 2008年（平成20年）に広島市立伴中学校より分離開校[2]。

## 校区
以下の3小学区。
- 広島市立大塚小学校
- 広島市立伴南小学校
- 広島市立石内北小学校

## 部活動

### 運動部
- 野球部
- サッカー部
- バスケットボール部
- 硬式テニス部
- ソフトテニス部
- バレーボール部
- バドミントン部
- 卓球部
- 陸上部
- 剣道部
- 水泳部

### 文化部
- 吹奏楽部
- 和太鼓部
- 技術部
- 美術部
- 放送部
- 家庭科部
- 中央執行部

## アクセス

### AGT
- 広島高速交通広島新交通1号線（アストラムライン）- 大塚駅から徒歩で30分

### バス
- 広電バス 西風新都線「せせらぎ公園前」バス停または「広域公園テニスコート」バス停から徒歩で5分

## 周辺
- 広島市立大塚小学校
- 広島広域公園